# Pantar
La isla de Pantar (en indonesio: Pulau Pantar) es una isla de Indonesia, la segunda isla más grande del archipiélago de Alor, después de la propia isla de Alor. 

## Situación
Se encuentra el este de esta última isla y de otras pequeñas islas en el archipiélago, al oeste del estrecho de Alor, que lo separa del archipiélago de Solor. Al sur se encuentra el estrecho de Ombai, y a 72 km de distancia, la isla de Timor. Al norte está el mar de Banda. La isla tiene unos 50 km de norte a sur, y varía de 11 a 29 km de ancho de este a oeste. Tiene una superficie de 728 km². Las principales ciudades de la isla son Baranusa y Kabir. Administrativamente, la isla es parte de la Regencia de Alor.
La isla se compone de dos zonas geográficas distintas. La zona oriental está dominada por una serie de colinas verdes que caen abruptamente a la costa del estrecho de Alor. La zona occidental es relativamente plana, y consiste en una llanura que desciende suavemente hacia el oeste de un volcán activo de 900 m, el monte. Sirung. La zona occidental es característicamente más seca y mucho menos densamente poblada que la zona oriental. Debido a su altitud relativamente baja, toda la isla es más seca que sus vecinos de Alor. La estación seca es larga, intercalada con fuertes lluvias durante la estación lluviosa, que culmina entre enero y febrero.
La economía está dominada por la agricultura de subsistencia y la pesca. Los cultivos más comunes son el arroz, el maíz y la yuca. Los cultivos se cosechan cada año en abril y se almacenan para su consumo durante la estación seca. Recientemente, la producción comercial de las algas marinas se ha promovido a lo largo de la costa norte. El turismo está poco desarrollado, se basa de un pequeño centro de buceo que se estableció recientemente en la costa noreste.
El acceso a la isla es solo por vía marítima, no hay pista de aterrizaje en Pantar. Pequeños barcos a motor de madera recorren las rutas entre Alor y Pantar a diario, dando servicio a numerosas comunidades. El transbordador estatal sirve semanalmente la ruta entre Baranusa y Kalabahi (Alor) y Larantuka (Flores).